# Nomada hesperia
Nomada hesperia är en biart som beskrevs av Cockerell 1903. Nomada hesperia ingår i släktet gökbin, och familjen långtungebin.

## Underarter
Arten delas in i följande underarter:
- N. h. falconis
- N. h. hesperia